# Het Groot Paradijs
Het Groot Paradijs was een fine diningrestaurant in de stad Middelburg in de Nederlandse provincie Zeeland. Het restaurant was gesitueerd aan het Damplein in het oostelijk deel van het centrum van de stad en bevond zich in een rijksmonument.
Eigenaar en chef-kok van het restaurant was Ferdie Dolk.

## Geschiedenis
In 1980 werd het restaurant geopend als bistro. In 1997 kreeg het een Michelinster, op een moment dat Ron Henderikse chef-kok was. In 2001 werd Het Groot Paradijs overgenomen door Ferdi Dolk en diens partner, waarmee het restaurant de ster weer kwijtraakte. In 2006 kreeg het restaurant echter opnieuw een Michelinster toegekend.
In 2007 werd het restaurant gesloten, waarna de eigenaren een nieuw restaurant openden in Domburg.